# 趙必立
趙必立（英語：Philip Chiu，1978年—），前香港財經事務及庫務局局長政治助理。

## 簡歷
趙必立，中學就讀於聖保羅書院，美國康奈爾大學學士畢業，主修經濟及化學工程，其後取得英國牛津大學經濟及社會史碩士學位。
加入香港政府之前，趙必立曾於多家國際金融機構工作，包括高盛證券、花旗證券、貝爾斯登、摩根大通和渣打銀行，職務為基金管理及衍生產品銷售工作。2013年3月，他獲委任為財經事務及庫務局局長政治助理。